# Frederico, Duque de Teschen
Frederico Maria Alberto Guilherme Carlos de Áustria-Teschen (em alemão: Friedrich Maria Albrecht Wilhelm Karl von Österreich-Teschen) (Groß Seelowitz, 4 de junho de 1856 - Mosonmagyaróvár, 30 de dezembro de 1936) foi arquiduque da Áustria, duque de Teschen e comandante supremo do exército austro-húngaro durante a Primeira Guerra Mundial.

## Juventude
Friedrich nasceu no castelo Gross-Seelowitz (agora Židlochovice, perto de Brno na Morávia), filho de Carlos Fernando de Áustria-Teschen, arquiduque da Áustria e de sua esposa arquiduquesa Isabel Francisca da Áustria.
Seus irmãos incluíam a Rainha Maria Cristina da Espanha, o Arquiduque Charles Stephen da Áustria, um candidato ao Reino da Polônia, e o Arquiduque Eugen da Áustria, um oficial austríaco.
Quando o tio de Friedrico, o arquiduque Alberto, duque de Teschen, morreu em 1895, ele e seus irmãos herdaram grandes propriedades. Friedrico possuía propriedades em Ungarisch-Altenburg (agora Mosonmagyaróvár na Hungria), Belleje, Saybusch (agora Żywiec na Polônia), Seelowitz (agora Židlochovice) e Frýdek na República Tcheca, e Pressburg (agora Bratislava na Eslováquia).

## Casamento
Em 8 de outubro de 1878, Friedrico casou-se no Château L'Hermitage, na Bélgica, com a princesa Isabel de Croÿ (1856–1931), filha de Rudolf, duque de Croÿ, e sua esposa, a princesa Natalie de Ligne. Eles tiveram nove filhos juntos.

## Carreira militar

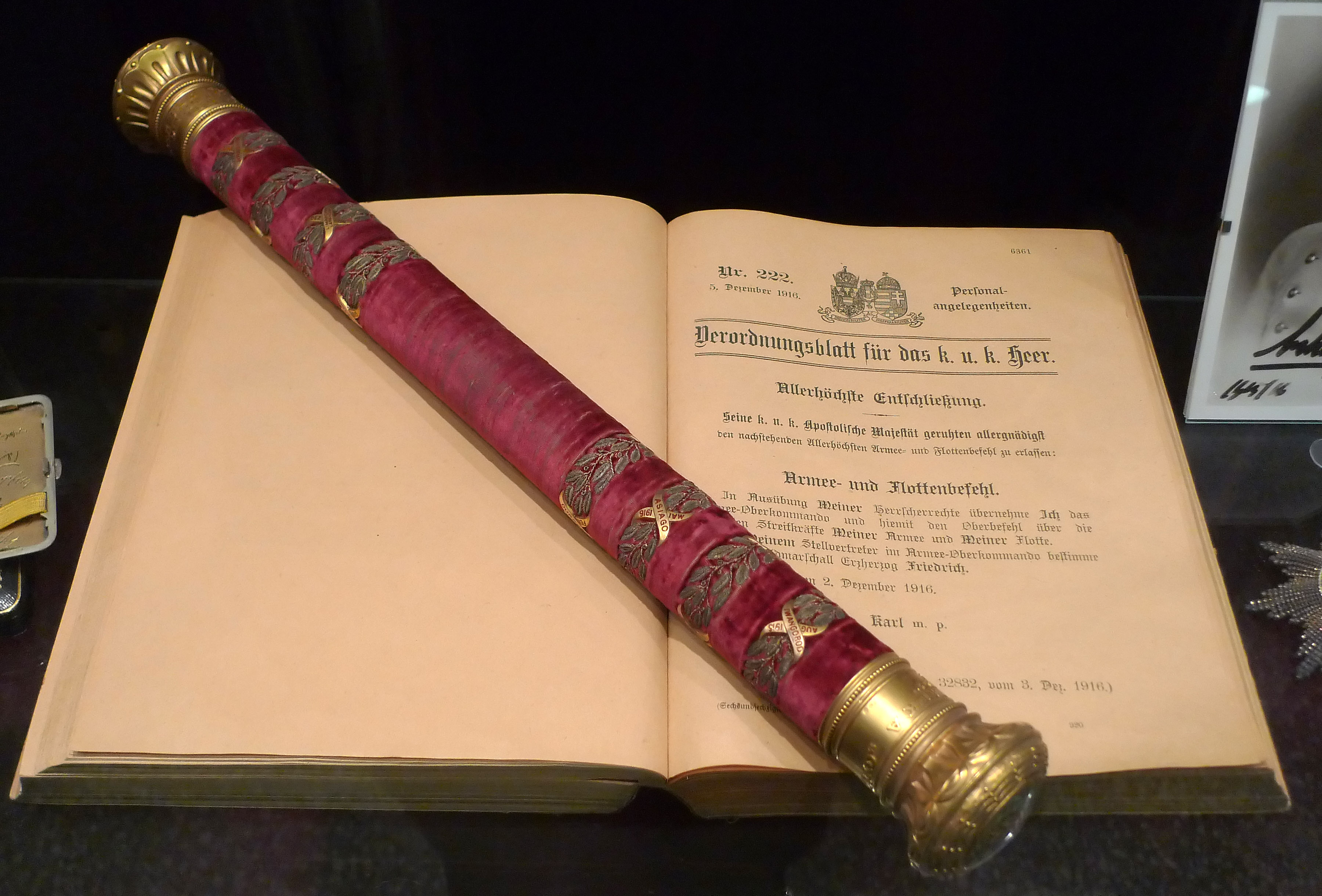
Bastão do marechal de Friedrico no Museu Heeresgeschichtliches.

Como a maioria dos príncipes da casa governante, Friedrich adotou uma carreira militar e serviu com crédito por muitos anos como comandante do Corpo V. (Pressburg). Posteriormente, comandante-em-chefe da Landwehr austríaca (milícia) e inspetor do exército, ele se tornou, após o assassinato do herdeiro do trono, o arquiduque Franz Ferdinand, inspetor-geral do exército austro-húngaro.
Na Primeira Guerra Mundial, ele foi - do ponto de vista dinástico - neto do vencedor de Aspern, o arquiduque Carlos, e sobrinho do vencedor de Custoza, o arquiduque Alberto, o chefe predestinado das forças armadas da Áustria-Hungria; e em 11 de julho de 1914 Friedrico foi nomeado comandante supremo do exército austro-húngaro pelo imperador Francisco Jose I. Ele considerou seu dever aceitar essa pesada responsabilidade, mas, modestamente subestimando seus próprios poderes, deixou o exercício real do comando para seu chefe de gabinete, Franz Conrad von Hötzendorf. No desempenho dos deveres cerimoniais, e como mediador para o acerto das demandas conflitantes dos militares, civis e elementos aliados, seus serviços foram inegáveis. Ele foi promovido ao posto de Generalfeldmarschall em 8 de dezembro de 1914. Em fevereiro de 1917, o próprio imperador Carlos assumiu o comando supremo; o arquiduque, embora representante do imperador, não apareceu mais em primeiro plano.

## Aposentadoria e morte
Após a Primeira Guerra Mundial, os governos da Áustria e da Tchecoslováquia confiscaram todas as propriedades de Friedrico dentro de suas fronteiras. Isso incluía seu palácio em Viena e sua coleção de arte. Ele manteve suas propriedades na Hungria, no entanto. Em 1929, ele ganhou um processo judicial exigindo uma compensação do governo da Tchecoslováquia.
No dia 30 de dezembro do ano de 1936, Friedrich veio a falecer aos 80 anos em Ungarisch-Altenburg (Magyaróvár, agora Mosonmagyaróvár). Sua morte foi o maior evento real para a Hungria desde a coroação do Rei Carlos em 1916. O funeral e sepultamento na Pfarrkirche em Mosonmagyaróvár foi assistido por seu sobrinho, o exilado Rei da Espanha; por vários arquiduques; por todos os marechais de campo austro-húngaros sobreviventes; por representantes pessoais de Hitler; por membros da Casa de Sabóia; pelo corpo diplomático; por um filho do exilado Kaiser alemão Wilhelm; por representantes dos governos da Alemanha, Itália e Áustria, e pelo regente da Hungria, Miklós Horthye a esposa dele. Estiveram presentes membros do governo húngaro e delegados da Alemanha e da Áustria. Batalhões inteiros do Exército Real Húngaro estiveram presentes para prestar suas últimas homenagens ao seu ex-Comandante Supremo.